# Rocco e le storie tese
Rocco e le storie tese è un film pornografico del 1997 diretto da Rocco Siffredi, con la partecipazione del gruppo rock demenziale Elio e le Storie Tese che ha anche firmato la colonna sonora, suonata da Rocco Tanica in tempo reale durante il montaggio.
Dal girato del film, di oltre quattro ore, fu estratto anche un secondo film, Rocco e le storie tese 2, spesso erroneamente indicato come sequel.
La produzione del film, il cui cast era composto da numerose star del porno fra cui Anita Blond, Christoph Clark, Anita Dark, Roberto Malone, Francesco Malcom ebbe costi altissimi (circa 350 milioni di lire), che non furono recuperati visto lo scarso successo. Il film col tempo si è affermato come cult del genere.

## Trama
Rocco Siffredi è grande amico degli Elio e le Storie Tese e si ritrova spesso a incontrare il gruppo durante i loro concerti assieme a diverse amiche. Da questo "filo conduttore" si dipanano numerose scene di sesso che nel montaggio sono inframmezzate da scene tratte da concerti veri.
Dopo diverse scene, fra cui una partita di calcio fra pornoattori con la telecronaca di Elio e Rocco, il gruppo viene infine chiamato a suonare dal vivo a una festa in piscina organizzata da Rocco. Mentre il gruppo suona Tapparella, la festa si tramuta nella gigantesca orgia che conclude il film.

## Produzione
La collaborazione nasce da un'idea del tastierista della band, Rocco Tanica, che avrebbe voluto corredare ciascuno dei brani dell'album Eat the Phikis con un video porno, in cui il gruppo musicale suonava la canzone mentre gli attori hard si esibivano.
Dopo i primi contatti con Rocco Siffredi, si passò alla decisione di girare un vero film prodotto dall'attore e con il gruppo musicale protagonista non attivo. Elio e le Storie Tese si sarebbero inoltre impegnati a promuovere il film anche fuori dal circuito classico della pornografia, attraverso la loro base di fan. Il sassofonista Feiez si dissociò dal progetto rifiutando di partecipare e facendo inoltre inserire un avviso al riguardo nei titoli di coda.
Nelle intenzioni di Siffredi il film avrebbe dovuto mettere su schermo le fantasie erotiche della band, ma ad eccezione di Rocco Tanica (a cui è dedicata una scena di squirting da lui stesso girata con una cinepresa) nessuno dei membri della band acconsentì alla richiesta.

## Scene tagliate
A montaggio concluso sorsero forti discussioni fra la band e Siffredi a causa dei frequenti accostamenti tra scene di sesso e riprese del pubblico ai concerti, che mostravano chiaramente i volti di persone (anche minorenni) ignare di essere finite all'interno di un film pornografico. Dopo diverse trattative, che portarono quasi alla rottura del sodalizio, si arrivò a un compromesso che permise la pubblicazione del film.
È stata inoltre tagliata una scena dedicata alla presunta "fantasia erotica" di Faso (grande appassionato di baseball), che vedeva Siffredi vestito con la maglia dei New York Yankees interagire con un'attrice in divisa da softball alla ricerca di una mazza da baseball per giocare.